# Ernest Charles Drury
Pour les articles homonymes, voir Drury.
Ernest Charles Drury (né le 22 janvier 1878 et mort le 16 février 1968) est un fermier, homme politique et écrivain canadien. Il a été premier ministre de l'Ontario de 1919 à 1923, à la tête d'un gouvernement de coalition unissant les United Farmers of Ontario et le Parti travailliste.

## Biographie
Il naît le 22 janvier 1878 à Springwater, un village d'Ontario. Avant d'entrer en politique il était fermier et écrivain.

### Carrière politique
L'UFO remporte la victoire lors de l'Élection générale ontarienne de 1919, ce qui force le parti à composer un gouvernement minoritaire. C'est une grande surprise et le parti, qui n'avait pas désigné de chef avant l'élection, demande à Ernest Dury de devenir premier ministre. Il accepte et prend la tête d'un gouvernement de coalition alliant les United Farmers of Ontario au Parti travailliste
Ce dernier n'avait pas été candidat à l'élection, il doit donc se présenter à une élection partielle après son assermentation afin de siéger à l'Assemblée nationale.

### Premier ministre
Drury tente  d'impulser une dimension progressiste à son gouvernement. Ainsi, il augmente la part de l'Énergie hydraulique en l'Ontario et créé la Province de l'Office de l'épargne de l'Ontario - une banque provinciale possédée par l'État qui a été conçue pour prêter l'argent aux fermiers à des taux préférentiels.
James J. Morrison, qui demeure secrétaire général de la UFO, et lui sont à couteaux tirés pendant les quatre années de sa mandature. Drury tente de faire une politique progressiste à grande échelle plutôt qu'une gouvernance simplement centrée sur les d'agriculteurs, ce qui a pour effet de retourner beaucoup de fermiers sont contre lui. Cette désaffection poste d'autant plus problème que de nombreux dirigeants syndicaux se méfient d'un gouvernement dominé par des fermiers, estimant qu'ils ne peuvent pas comprendre les problèmes des ouvriers urbains.
Le gouvernement a également été entaché le Scandale des esclaves de l'Ontario, qui mène à l'emprisonnement du trésorier provincial Peter Smith.

### Défait par les conserveurs
Son gouvernement est défait lors de l'élection de 1923, qui met au pouvoir le Parti conservateur de l'Ontario dirigé le chef Howard Ferguson.
Ernest Drury est battu dans sa circonscription et se retire de la politique.

## Carrière politique fédérale
Contrairement à beaucoup d'UFOers, il n'a jamais joint le Parti libéral du Canada ou le Parti social démocratique du Canada.
Drury rejoint le Parti progressiste du Canada et se présente aux élections fédérales, sans succès.

## Carrière après la vie politique
En 1934, il est nommé shérif et conservateur du comté de Simcoe, poste qu'il occupe jusqu'en 1959. Il écrit également pour des magazines Maclean.
En 1966, ses mémoires [Farmer Premier] sont publiées.
Une école pour sourd de Milton porte son nom.

### Décès
Ernest Drury décède le 17 février 1968, à l'âge de 90 ans, à Barrie.
Il était franc-maçon .